# Sergueï Stepanovitch Lanskoï
Pour les articles homonymes, voir Lanskoï.
Le Comte Sergueï Stepanovitch Lanskoï (en russe : Сергей Степанович Ланской), né en 1787 et mort en 1862, est un homme politique russe d'origine germano-balte. Il est ministre de l'Intérieur de l’empire russe en du 20 août 1855 au 23 avril 1861.

## Biographie
Sergueï Stepanovitch Lanskoï était un homme politique aux idées libérales. Le 20 août 1855, Alexandre II de Russie le nomma ministre de l'Intérieur.  Il appartint au Comité secret créé par le tsar le 1er janvier 1857, l'ensemble des membres de ce comité était chargé d'élaborer la réforme relative à l'abolition du servage en Russie. Parmi les personnalités composant ce Comité, il fut le seul membre à soutenir l'émancipation des moujiks, ce qui explique son impuissance à convaincre les nobles du bien-fondé de cette loi. Alexandre II lui confia la charge d'étudier et de présenter des propositions afin de préparer la loi, le tsar lui demanda également de lui procurer un tableau décrivant l'évolution du servage depuis le règne de Pierre le Grand.
Franc-maçon, initié en 1810 dans la Loge des « Amis réunis », disciple préféré de Iossif Pozdeïev, grand maître d'une Loge écossaise et guide spirituel de la jeunesse maçonnique russe. En 1817 il est avec Pozdeïev un des fondateurs de la loge de Moscou « Les Chercheurs de la Manne » et  il devient sous-préfet du Chapitre du « Phénix », avec le nom d'ordre de Eques a phoenice resurrecto. Il a aussi été membre des loges de Saint-Pétersbourg « Palestine » et « Élisabeth ». En 1828, il fait partie des dirigeants du degré théorique de l'Ordre de la Rose-Croix d'Or, reconstitué dans la clandestinité après le décret d'Alexandre Ier interdisant toutes les associations maçonniques. Il présida jusqu'à sa mort, en 1862, une loge secrète du degré théorique . C'était un nostalgique des décabristes.  
Le 23 avril 1861, Valouïev lui succéda aux fonctions de ministre de l'Intérieur.